# Ansi Agolli
Ansi Agolli (Tirana, 11 d'octubre de 1982) és un futbolista albanès que actualment juga de migcampista en el |FK Qarabağ de la Lliga Premier de l'Azerbaidjan.

## Selecció nacional
Ha estat internacional amb la Selecció de futbol d'Albània, ha jugat 48 partits internacionals i ha marcat 2 gols.

## Clubs
| Club              | País        | Any          |
| ----------------- | ----------- | ------------ |
| KF Tirana         | Albània     | 2001-2005    |
| Neuchatel Xamax   | Suïssa      | 2005-2006    |
| FC Luzern         | Suïssa      | 2006         |
| Vaasan Palloseura | Finlàndia   | 2006-2008    |
| KF Tirana         | Albània     | 2008         |
| FC Kryvbas        | Ucraïna     | 2009-2010    |
| FK Qarabağ        | Azerbaidjan | 2010-2011    |
| FC Kryvbas        | Ucraïna     | 2011         |
| FK Qarabağ        | Azerbaidjan | 2012-Present |